# 約旦奧林匹克委員會
約旦奧林匹克委員會（英語：Jordan Olympic Committee）是約旦的國家奧林匹克委員會。該組織成立於1957年，後在1963年重組。1980年，才首次參員參加在俄羅斯莫斯科舉行的夏季奧運會。
現時，約旦奧林匹克委員會是國際奧委會和亞洲奧林匹克理事會的成員。它的總部設在該國首都安曼，主席是Faisal bin Al Hussein王子。

## 資料來源
1. ↑  .   [2014-01-31]. （原始内容存档于2011-10-05）.

## 外部連結
- 官方網頁 （页面存档备份，存于）